# Hangest-sur-Somme
Hangest-sur-Somme è un comune francese di 701 abitanti situato nel dipartimento della Somme nella regione dell'Alta Francia.

## Società

### Evoluzione demografica
Abitanti censiti